# Heliozentrisches Weltbild
| Erde Mond Merkur Venus | Sonne Mars Jupiter Saturn |

Schematischer Vergleich: Geozentrisches (a) und heliozentrisches Weltbild (b)

Das heliozentrische Weltbild (altgriechisch ἥλιος helios, deutsch ‚Sonne‘ und κέντρον kentron Zentrum), auch kopernikanisches Weltbild genannt, ist ein Weltbild, in dem die Sonne als das ruhende Zentrum des Universums gilt. Die Planeten einschließlich der Erde bewegen sich um das Zentrum herum, während die Fixsterne an einer ruhenden äußeren Kugelschale angeheftet sein sollen. Dabei dreht die Erde sich täglich einmal um sich selbst und der Mond bewegt sich ungefähr jeden Monat einmal um die Erde. 
In seinen Anfängen geht das heliozentrische Weltbild auf die griechischen Astronomen Aristarchos von Samos und Seleukos von Seleukia zurück. Archimedes verwendete es in seinem Werk Der Sandrechner für die Abschätzung der Anzahl der Sandkörner im Universum. Erst im 16. Jahrhundert wurde es von Nikolaus Kopernikus detailliert ausgearbeitet. Johannes Kepler und dann vor allem Isaac Newton verbesserten es im 17. Jahrhundert entscheidend im Sinne wesentlich genauerer Vorhersagen der Planetenpositionen am Himmel.
Damit setzte es sich gegen das seit der Antike vorherrschende geozentrische Weltbild durch, in dem die Erde kein bewegter Planet ist, sondern ruht und das unbewegte Zentrum darstellt, um das herum sich Sonne, Mond, Planeten und Fixsterne bewegen. Dieses entspricht zwar der unmittelbaren Wahrnehmung der Bewegungen der Gestirne, macht aber die Erklärung der kleinen, schon im Altertum beobachteten Unregelmäßigkeiten außerordentlich kompliziert und ist auch seit dem 18. Jahrhundert durch direkte Messungen widerlegt.
Im strengen Sinn trifft die übliche Bezeichnung als heliozentrisches System nur auf den von Kepler erreichten Entwicklungsstand zu, denn bei Kopernikus (70 Jahre zuvor) kreisten die Planeten und sogar auch die Sonne selbst noch um einen gedachten Punkt etwas außerhalb der Sonne, genannt die „mittlere Sonne“, und bei Newton 60 Jahre danach schon um das Baryzentrum des Sonnensystems, das bei bestimmter Position von Jupiter und Saturn ebenfalls außerhalb der Sonne liegt. Gleichzeitig reifte die moderne Vorstellung, dass das Weltall als Ganzes überhaupt keinen Mittelpunkt besitzt.
Gegenüber dem geozentrischen Weltbild ist das heliozentrische Weltbild wesentlich einfacher und ebnete doch erstmals den Weg zu einer erheblich genaueren Beschreibung und Vorhersage der Positionen von Sonne, Sternen und Planeten. Es stand aber schon bei seiner Entstehung im Konflikt mit vielen religiösen Vorstellungen von der Rolle des Menschen und seinem Ort im Universum. Dass die Erde nicht im Zentrum stehe und darüber hinaus selbst in Bewegung sei, erschien lange Zeit nicht annehmbar. So traf das heliozentrische Weltbild auch auf heftigen Widerstand seitens der christlichen Kirchen (siehe z. B. Galileiprozess). Die Entstehung und Verbreitung des heliozentrischen Weltbilds sind eng verbunden mit dem Aufkommen der modernen Naturwissenschaften und werden daher auch als kopernikanische Wende bezeichnet.

## Vorläufer

### Antikes Griechenland

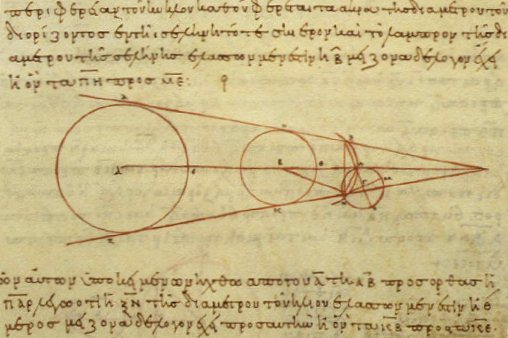
Aristarch (3. Jahrhundert v. Chr.): Berechnungen der Größen von Erde, Sonne und Mond (Abschrift aus dem 10. Jahrhundert)

Nur wenig ist darüber bekannt, was im alten Griechenland über ein Weltbild, in dem nicht die Erde im Zentrum steht, gedacht wurde. Für die pythagoräische Schule ab dem 6. Jahrhundert v. Chr. war das Feuer das wichtigste Element. So nahm etwa Philolaos (5. Jahrhundert v. Chr.) an, dass Sonne, Erde und die anderen Himmelskörper ein unter der Erde befindliches und daher unsichtbares Zentralfeuer umkreisen. Aristoteles (4. Jahrhundert v. Chr.) berichtet davon: „Im Zentrum, sagen sie (die Pythagoräer), ist Feuer und die Erde ist einer der Sterne und erzeugt Nacht und Tag, indem sie sich kreisförmig um das Zentrum bewegt.“ Er lehnte dieses Weltbild aber ab, gab Gründe für ein geozentrisches Weltbild an und blieb damit bis ins 17. Jahrhundert n. Chr. bestimmend.
Aristarchos von Samos (3. Jahrhundert v. Chr.), von dem ein Buch mit einem geozentrischen Weltbild erhalten ist, soll auch ein Buch mit einem heliozentrischen Weltbild verfasst haben. Darin soll erstmals die Bahnbewegung der Erde als natürliche Erklärung der zeitweise rückläufigen Bewegung der Planeten erschienen sein. Aristarch wusste auch, dass die Sterne dann eine Parallaxe zeigen müssten. Diese wurde aber damals nicht beobachtet, was er mit der Annahme einer sehr großen Entfernung der Sterne erklärte. Aristarch schätzte auch die Größe des Mondes und den Abstand der Erde zum Mond und zur Sonne. Die Berechnungen für den Mond waren akzeptabel, bei der Sonne verschätzte er sich aber aufgrund von Messungenauigkeiten um mehr als eine Größenordnung.
Seleukos von Seleukia (2. Jahrhundert v. Chr.) soll auch ein heliozentrisches Weltbild vertreten haben, genaueres ist aber nicht bekannt.
Im zweiten Jahrhundert n. Chr. entwickelte Claudius Ptolemäus ein System, das auf geozentrischer Grundlage eine Epizykeltheorie beinhaltete, um die astronomischen Beobachtungen mit dem aristotelischen Prinzip der gleichförmigen Bewegung zu vereinbaren. Diese Theorie sieht für die beweglichen Himmelskörper eine so komplizierte Konstruktion von bis zu 80 mehrstufig zusammengesetzten Kreisbewegungen fiktiver Punkte im Weltraum vor, dass sie kaum noch verträglich mit den aristotelischen Geboten erschien und trotzdem in der Genauigkeit immer noch viel zu wünschen übrig ließ. Dennoch wurde sie jahrhundertelang fast unverändert zur Berechnung der Bewegungen von Sonne, Mond, und Planeten benutzt.

### Indien
Der indische Astronom und Mathematiker Aryabhata (476–550) nahm an, dass die Erde sich um ihre eigene Achse dreht, und entdeckte, dass Mond und Planeten das Licht der Sonne reflektieren. Es wird vermutet, dass er ein heliozentrisches Weltbild vertrat, denn in seinem Modell zur Berechnung der Planetenpositionen gab er für Venus und Merkur die Umlaufzeiten um die Sonne an, nicht um die Erde.

### Islamische Astronomie im Mittelalter

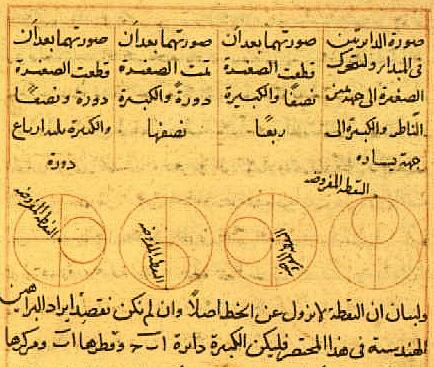
Tusi-Paar (Cardanische Kreise) in einem Manuskript von Nasir ad-Din at-Tusi (13. Jahrhundert)

Die islamischen Astronomen blieben im Mittelalter beim geozentrischen Weltbild, bemerkten aber die mangelnde Übereinstimmung mit den Beobachtungen. Als eine problematische Schwachstelle in der Epizykeltheorie von Ptolemäus erkannten sie die Einführung des Äquanten, eines fiktiven Punktes abseits des Weltmittelpunkts, von dem aus gesehen die für den irdischen Beobachter tatsächlich nichtgleichförmigen Bewegungen als gleichförmig erscheinen; diese Hypothese stand auch im Widerspruch zum Prinzip der gleichmäßigen Kreisbewegung.
Der persische Wissenschaftler Nasir ad-Din at-Tusi (1201–1274) löste dieses und andere Probleme des ptolemäischen Systems mithilfe der Tusi-Paare, das sind zwei Kreisbewegungen, wobei ein Kreis auf der Innenseite des anderen abrollt. At-Tusi zeigte, dass daraus auch lineare Bewegungen entstehen können, womit er nebenher die aristotelische Lehre von dem unüberbrückbaren Unterschied zwischen linearen und kreisförmigen Bewegungen widerlegte.
Der Wissenschaftler Mu’ayyad ad-Din al-Urdi (ca. 1250) entwickelte das Urdi-Lemma, mit dessen Hilfe eine reine Kreisbewegung durch einen Epizykel zu einer exzentrischen Kreisbewegung gemacht werden kann. Urdi-Lemma und Tusi-Paar wurden später von Kopernikus benutzt, allerdings ohne Hinweis auf ihre Entdecker.
Ibn asch-Schatir (1304–1375) löste in seiner Abhandlung Kitab Nihayat as-Sulfi Tashih al-Usul die Notwendigkeit eines Äquanten auf, indem er in das ptolemäische System einen zusätzlichen Epizykel einführte. In derselben Weise gelang es später auch Kopernikus, sein Modell ohne Äquanten zu konstruieren. Ansonsten blieb Ibn asch-Schatir aber beim geozentrischen System.

## Aufstellung

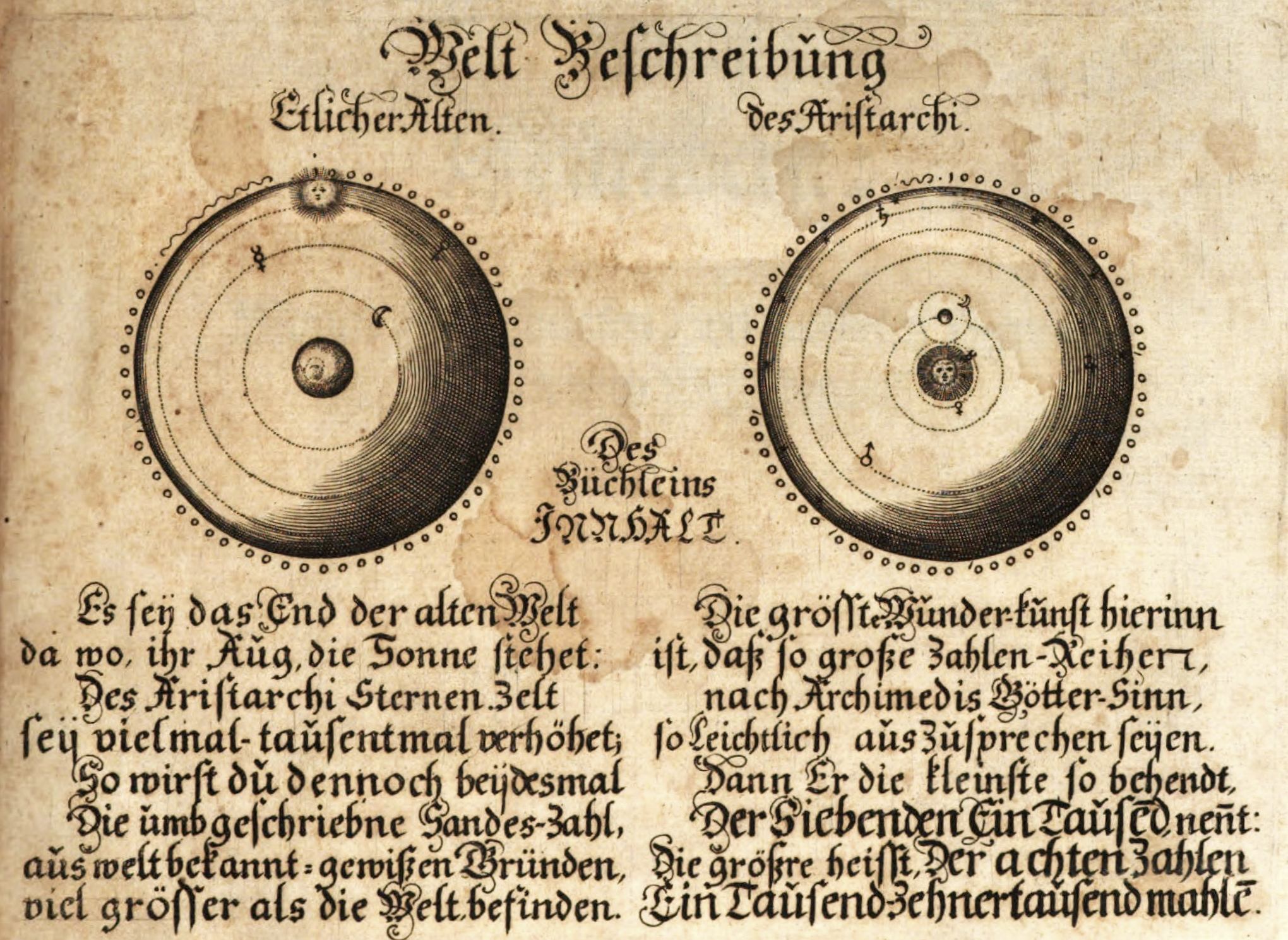
Vergleich des geozentrischen mit dem heliozentrischen Weltbild nach Aristarchos gemäß Darstellung von Johann Christoph Sturm, 1667

Die Unzulänglichkeiten des ptolemäischen Systems wurden auch in Europa zunehmend erkannt. Georg von Peuerbach und Regiomontanus äußerten im 15. Jahrhundert vorsichtige Zweifel an seiner Richtigkeit und fanden einige Verbesserungen.
Der Durchbruch zum heliozentrischen Weltbild in seiner heutigen Form vollzog sich in einer Vielzahl von Schritten. Die drei bedeutendsten unter ihnen stellen jeder für sich einen Paradigmenwechsel dar, indem sie einen vorher als unmöglich ausgeschlossenen oder nicht einmal erwogenen Gedanken nicht nur zulassen, sondern sogar zum neuen Ausgangspunkt erheben:
- Anfang des 16. Jahrhunderts gab Nikolaus Kopernikus die Vorstellung von der Erde als Zentrum des Universums auf. Als gemeinsamen Bewegungsmittelpunkt aller noch kreisförmigen Planetenbahnen bestimmte er die Sonne.
- Anfang des 17. Jahrhunderts setzte sich Johannes Kepler über den Lehrsatz von der gleichförmigen Bewegung der himmlischen Körper auf mehreren miteinander kombinierten Kreisbahnen hinweg. Er ging für jeden Planeten von einer einzigen elliptischen Bahn aus, bei der die Sonne in einem Brennpunkt steht und die Geschwindigkeit des Planeten durch den direkten Einfluss der Sonne ständig verändert wird.
- Ende des 17. Jahrhunderts beendete Isaac Newton die Trennung zwischen himmlischer und irdischer Mechanik und begründete so die heutige Klassische Mechanik, in der die Planetenbahnen am Himmel und die Wurfbewegung auf der Erde auf der gleichen Grundlage berechnet werden können.

### Neues Paradigma durch Nikolaus Kopernikus

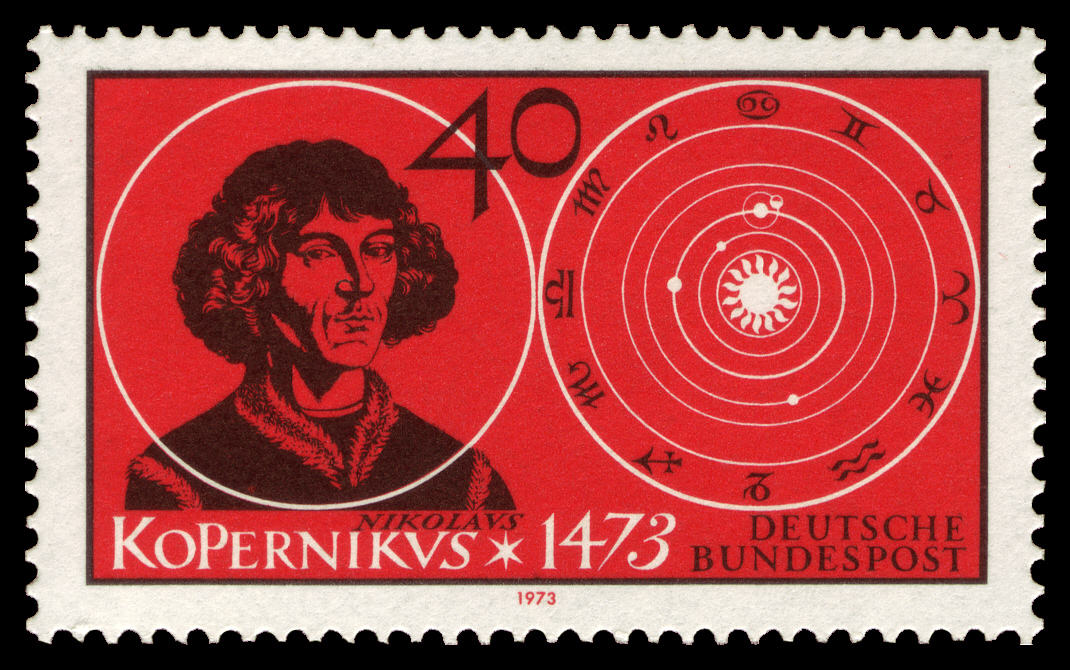
500 Jahre Kopernikus (1973): Deutsche Würdigung des heliozentrischen Systems (mit zwei Planeten auf der Erdbahn)

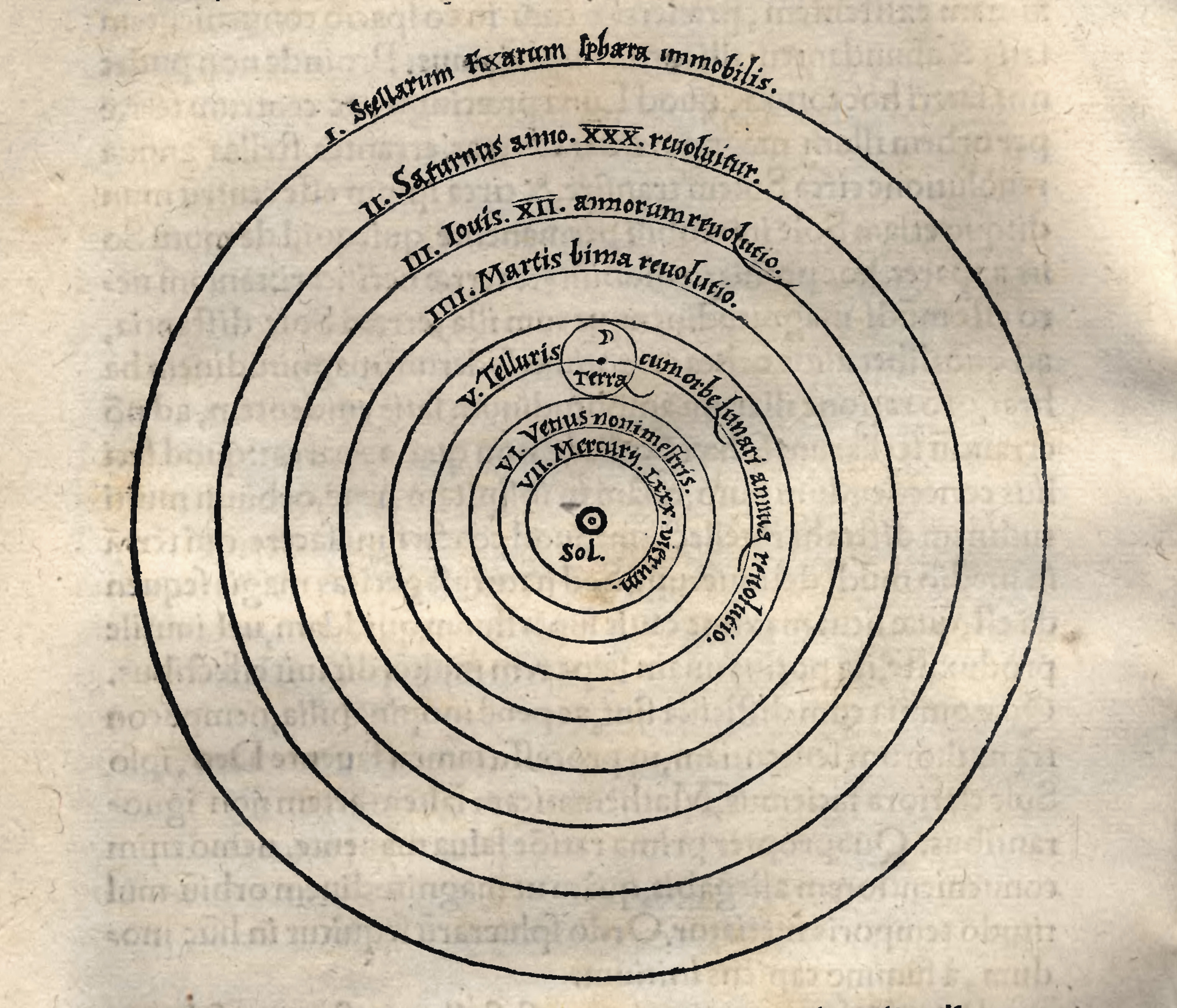
Kopernikanisches System. Die Planetenbahnen sind fast kreisförmig, aber hier nicht maßstäblich gezeichnet.

Kopernikus vertrat den aristotelischen Lehrsatz, dass es am Himmel nur die vollkommenste Bewegung geben könne, die gleichförmige Kreisbewegung. Die Verletzung dieses antiken Dogmas, die im Ptolemäischen Modell mit der Einführung des Ausgleichspunktes (Äquant) begangen wird, wollte er nicht hinnehmen. Auf der Suche nach Vereinfachung oder Verbesserung stieß auf das heliozentrische Modell, das er von altgriechischen Quellen her kannte. Er skizzierte es erstmals in seinem etwa um 1510 geschriebenen Commentariolus, der ungedruckt blieb, aber vermutlich durch Abschriften den Astronomen bekannt wurde. In seinem 1543 im Druck erschienenen Hauptwerk De revolutionibus orbium coelestium (dt.: Über die Umschwünge der himmlischen Kreise) führte er es dann detailliert aus. Als Erster arbeitete Kopernikus einen wesentlichen Vorteil des heliozentrischen gegenüber dem geozentrischen System heraus: Das heliozentrische System erklärt die wechselnde Bewegungsrichtung der Planeten nicht kompliziert durch Überlagerung mit Epizykeln, sondern einfach dadurch, dass dies nur von der Erde aus so erscheine, weil diese selbst um die Sonne laufe.
In der Art, die Probleme zu stellen, und der Methode, sie zu lösen, verblieb Kopernikus im traditionellen Stil der griechischen Astronomie. Er stützte sich auch ausschließlich auf die antiken Beobachtungsdaten, auf denen schon Ptolemäus sein Modell errichtet hatte, denn sein oberstes Ziel war es, dessen Erfindung des Äquanten als überflüssig zu erweisen. Um eine annähernde Übereinstimmung mit den Beobachtungsdaten zu erreichen, musste er genau wie Ptolemäus annehmen, dass die Bewegungen der Planeten auf Epizykeln erfolgen, d. h. auf Kreisen, deren Mittelpunkte sich auf anderen Kreisen bewegen. Selbst die Sonne sollte den ansonsten leeren Mittelpunkt der Erdbahn, der von Kopernikus als „mittlere Sonne“ bezeichnet und auch zum Mittelpunkt aller anderen Planetenbahnen gemacht wurde, auf zwei zusammengesetzten Kreisbewegungen umlaufen. Im Commentariolus, der Vorankündigung seines Systems noch ohne die Einzelheiten, gibt Kopernikus an, er benötige nicht 80 Kreisbewegungen wie Ptolemäus, sondern nur 34. Tatsächlich benötigte Kopernikus bei insgesamt gleicher Genauigkeit aber nicht weniger Kreisbewegungen als Ptolemäus, sondern mehr.
Dennoch ist das System von Kopernikus wesentlich einfacher als das Ptolemäische: Die Planetenbahnen sind geschlossene und (fast) kreisförmige Kurven statt der komplizierten und nicht periodischen Rosettenbahnen des Epizykelmodells. Kopernikus betonte als seinen größten Erfolg allerdings, dass er die Gleichförmigkeit der Kreisbewegungen gerettet habe, und zwar wirklich in Bezug auf die Kreismittelpunkte, wie es nach Aristoteles auch sein müsste, und nicht auf den von Ptolemäus eingeführten Äquanten als Bezugspunkt. Beide Systeme führten zu Positionsfehlern von bis zu 10 Bogenminuten (1/3 Monddurchmesser). Das war nicht unbedeutend in der damaligen, noch sehr von Astrologie geprägten Zeit, denn es kann in der Vorhersage des Zeitpunkts bestimmter astronomischer Ereignisse einen Fehler von einigen Tagen bedeuten. So z. B. beim Zusammentreffen zweier Planeten oder eines Planeten mit einem Fixstern(S. 58), oder bei der Vorhersage eines Zusammentreffens aller Planeten im Sternbild Waage im Jahr 1432, das ebenso wenig stattfand wie die dazu prophezeite Weltkatastrophe.(S. 167)
Obwohl Kopernikus seinem Weltmodell keine physikalische Grundlegung gab, stellte er sich in drei wesentlichen Punkten in Gegensatz zur bis dahin vertretenen antiken Naturphilosophie.
1. Während Aristoteles die Kreisbewegung der Himmelskörper als natürliche, eigene Bewegung einer Himmelsmaterie (Äther oder quinta essentia) ansah, war nach Kopernikus die Kreisbewegung die unmittelbare Folge der Kugelgestalt der Weltkörper, so dass er als Begründung weder – wie Aristoteles – eine besondere Art himmlischer Materie postulieren noch – wie in voraristotelischer Zeit – eine göttliche Ursache heranziehen musste.[15]
2. Während in der aristotelisch-ptolemäischen Denkweise Körper deshalb auf die Erde fallen, weil sie nach dem Weltzentrum streben, das im Erdzentrum liegend gedacht wird, fallen Körper bei Kopernikus auf die Erde, um sich mit ihrer Materie wieder zu vereinigen; somit wird es gleichgültig, ob die Erde im Weltzentrum steht oder nicht.[16]
3. Während Ptolemäus eine tägliche Drehung der Erde mit dem Argument ablehnte, ein vertikal hoch geworfener Stein müsse weiter westlich landen und Vögel sowie Wolken müssten nach Westen abdriften, weil sich die Erde unter ihnen wegdrehe, ging Kopernikus von einer Mitdrehung der Atmosphäre und der in ihr enthaltenen Objekte aus.[17]

Mit den letzten beiden Punkten eröffnete Kopernikus einen Weg in Richtung auf die späteren newtonschen Begriffe von Gravitation und Trägheit.
Der Erstausgabe von De revolutionibus orbium coelestium war eine Einleitung von Andreas Osiander beigefügt, in der Kopernikus’ Vorgehen als eine rein mathematische Hypothese vorgestellt wurde, die nicht der Wirklichkeit entspräche. Zu dieser Zeit verstand man unter „Hypothese“ eine bloße Rechenmethode. Es gab noch keine Naturwissenschaft mit dem heutigen Erklärungsanspruch. Das Weltbild wurde im Wesentlichen philosophisch-theologisch gedeutet und begründet, und daneben gab es rezeptartige Anleitungen zur praktischen Berechnung von Positionen der Sterne und Planeten, bei denen es hauptsächlich auf die erreichte Genauigkeit ankam und weniger darauf, ob sie zu den philosophisch-theologisch begründeten Ansichten passten.
Die ersten Beobachtungen, die dem geozentrischen Weltbild direkt widersprachen, gelangen Galileo Galilei 1609/1610. Mit seinem (noch sehr einfachen) Fernrohr entdeckte er die Jupitermonde, also Sterne, die nicht um die Erde kreisen, und die Phasen der Venus, die anders verlaufen, als mit einer Umlaufbahn um die Erde verträglich gewesen wäre.
Das kopernikanische System bedeutete eine wesentliche Vereinfachung des ptolemäischen Systems. Da das kopernikanische System weiterhin von Kreisbahnen ausging, konnte es die mangelhafte Genauigkeit des ptolemäischen Systems nicht merklich verbessern. Doch es widersprach offen dem herrschenden Paradigma, die Erde als Mittelpunkt der Welt anzusehen. Durch diesen Paradigmenwechsel gilt Kopernikus als Auslöser der kopernikanischen Wende und als ein wichtiger Wegbereiter des Übergangs vom mittelalterlichen zum neuzeitlichen Denken.

### Mathematische Präzisierung durch Johannes Kepler

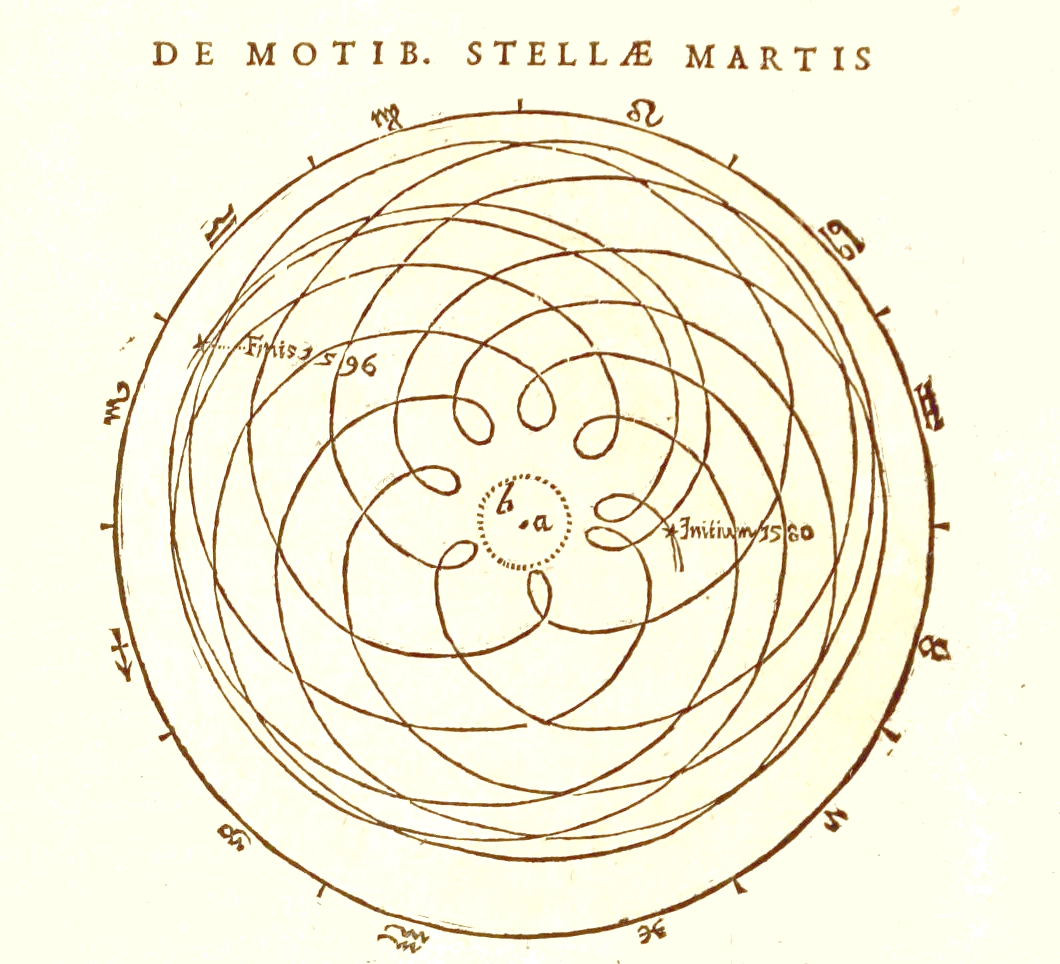
Die Bahn des Planeten Mars im geozentrischen System, nach Tychos Beobachtungen von 1580 bis 1596 (aus Johannes Kepler, Astronomia Nova von 1609). Die Bahn steht nicht fest im Raum.

Alternative Beschreibung einer elliptischen Bahn durch eine epizyklische Bewegung

Kopernikus hatte sein heliozentrisches Modell fast ausschließlich an dasselbe über tausend Jahre alte Beobachtungsmaterial angepasst, das auch schon vorher Ptolemäus für sein geozentrisches Modell benutzt hatte, denn er wollte die Gleichwertigkeit seines Systems nachweisen, und anderes Material gab es auch nicht in nennenswertem Umfang. Um zwischen beiden Modellen eine Entscheidung treffen zu können, wurden genauere Messungen benötigt. Gegen Ende des 16. Jahrhunderts gelangen Tycho Brahe über zwei Jahrzehnte hinweg Positionsbestimmungen an den Planeten und fast 1000 Sternen, die erstmals größere Teile der Planetenbahnen abdeckten und deren Genauigkeit von 1 bis 2 Bogenminuten weit über die der alten Daten hinausging.
Johannes Kepler, dem Tycho seine Daten übergeben hatte, stellte in jahrelangen erfolglosen Bemühungen fest, dass sie mit keinem der beiden Systeme zu erklären waren. So ließ sich die maximale Abweichung der berechneten Position des Mars von der beobachteten Bahn nicht unter acht Bogenminuten drücken. Kepler untersuchte die veränderliche Bahngeschwindigkeit der Planeten genauer und fand heraus, dass sie im Epizykelmodell mit kombinierten, aber gleichförmigen Kreisbewegungen nicht darstellbar ist. Er fand heraus, dass die Geschwindigkeit vom aktuellen Abstand des Planeten von der (wahren) Sonne abhängt statt von dem Abstand zur mittleren Sonne. Daher sah er in der Sonne das physikalisch wirksame Zentrum des Planetensystems und interpretierte alle Beobachtungsdaten neu. Er berechnete Abstände und Winkel in Bezug auf die wahre statt auf die mittlere Sonne. Insbesondere suchte er nach einer mathematisch genauen Beschreibung der Bewegung des Mars und erkannte schließlich die Notwendigkeit, die berechneten Werte durch eine besser modellierte Erdbahn zu verbessern. Daher musste er diese zuerst genauer erfassen. Das gelang ihm mithilfe ausgewählter Beobachtungsdaten, bei denen der Mars an derselben Stelle seiner Bahn stand, die Erde aber an verschiedenen. Das ist im Effekt das gleiche, als hätte er den Mars festgehalten und von dort aus die Bewegung der Erde ausgemessen. Die Idee zu diesem Vorgehen konnte nur auf Grundlage des kopernikanischen Modells entstehen. Auf der Grundlage der nun genauer bekannten Erdbahn wertete er die Marsbeobachtungen neu aus und fand, dass weitaus am besten eine elliptische Bahn passt (Astronomia Nova, 1609, mit dem 1. und 2. der drei Keplerschen Gesetze).
Dies überprüfte er an den übrigen Planeten, einschließlich der Erde selbst, und dem Mond (bei dem die Erde im Brennpunkt der Ellipse steht). Dabei entdeckte er als 3. Keplersches Gesetz den Zusammenhang zwischen der Größe der Bahn und der Umlaufzeit des Himmelskörpers (Harmonices mundi libri V, 1619). Damit konnte Kepler die umfassende Beschreibung des Sonnensystems in drei Keplerschen Gesetzen der Planetenbewegung zusammenfassen, mit denen sich gegenüber Kopernikus und Ptolemäus eine etwa zehnfach verbesserte Genauigkeit für die Berechnung der Planetenpositionen ergab.
Den Durchbruch verdankte Kepler seinem wichtigen neuen Leitgedanken: Da die Planeten nicht unbeeinflusst und mit gleichförmiger Geschwindigkeit ihre vorbestimmten Kreisbahnen vollziehen (wie es ihrer angenommenen himmlischen Natur entsprochen hätte), braucht es für die Abweichungen eine ständig wirksame Ursache, die nicht in einem bloßen mathematischen Punkt wie der mittleren Sonne, sondern nur in der wahren Sonne liegen kann. In Keplers heliozentrischem System ist die Sonne nicht mehr nur der zentralste Körper im Planetensystem, sondern auch der, der als einziger auf alle anderen eine Wirkung ausübt. Obwohl Kepler von dieser „Kraft“ und ihrer Wirkungsweise falsche Vorstellungen hatte, fügte er dem heliozentrischen Weltbild damit ein entscheidendes Element hinzu und bereitete die Entwicklung der späteren Himmelsmechanik vor.

### Physikalische Begründung durch Isaac Newton

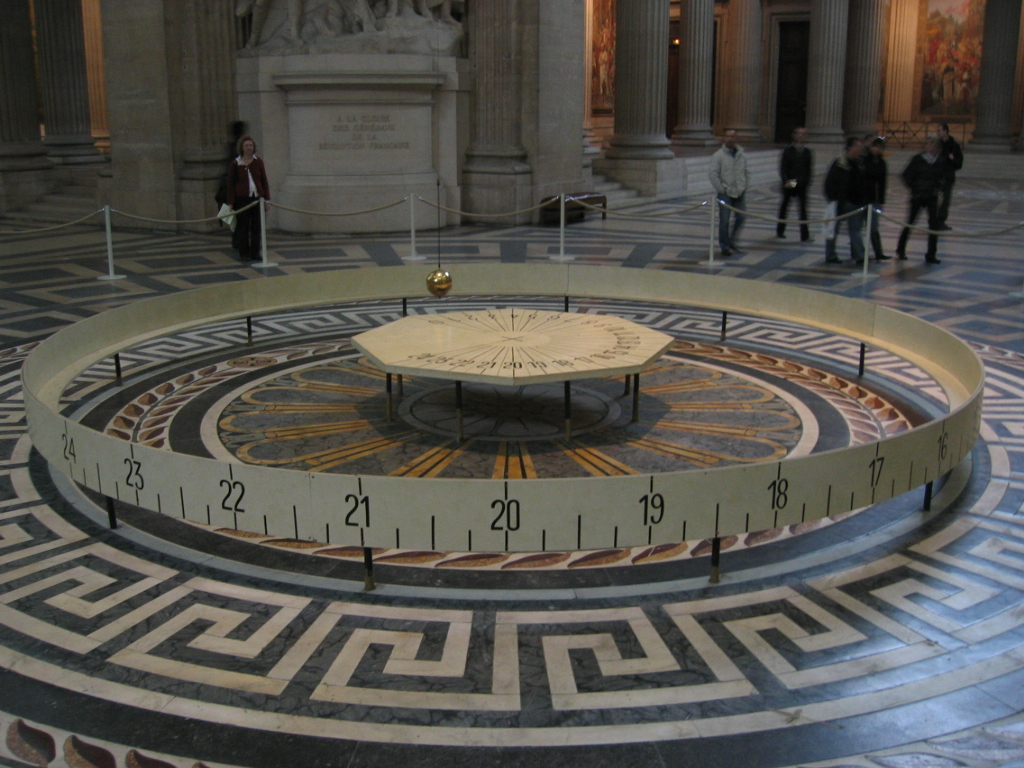
Foucaultsches Pendel im Panthéon de Paris

Isaac Newton fand in seinem 1687 erschienenen Hauptwerk Philosophiae Naturalis Principia Mathematica eine Formulierung der Mechanik, die zur Grundlage der heutigen Klassischen Mechanik wurde. Geleitet von den drei Keplerschen Gesetzen und der Idee, Gesetze der irdischen Mechanik auch auf das Geschehen im Kosmos anwenden zu können, entdeckte er das allgemeine Gravitationsgesetz und konnte daraus die Keplerschen Gesetze herleiten. Damit war erstmals ein astronomisches Weltbild auf eine feste physikalische Grundlage gestellt.
Im Rahmen der Newtonschen Physik steht allerdings nicht die Sonne selbst im gemeinsamen Brennpunkt aller elliptischen Bahnen der Planeten, sondern der Schwerpunkt (Baryzentrum) des gesamten Sonnensystems. Aufgrund der starken Gravitationswirkung massereicher Planeten – insbesondere Jupiter, aber auch Saturn – befindet sich dieser gemeinsame Schwerpunkt meist innerhalb, gelegentlich jedoch deutlich außerhalb des Sonnenradius, wodurch strenggenommen auch das heliozentrische System nicht exakt zutrifft. Die Sonne führt deshalb ihrerseits eine Bewegung um diesen Schwerpunkt aus, der sich zeitweise um bis zu zwei Sonnenradien vom Sonnenmittelpunkt entfernt befinden kann.
Zudem erkannte Newton, dass Keplers Ellipsen auch nur Näherungen an die wirklichen Planetenbahnen sind. Die elliptische Form stimmt nur dann exakt, wenn man die Anziehungskräfte der Planeten untereinander vernachlässigt. Diese verursachen kleine Abweichungen, die Bahnstörungen genannt werden. Im Laufe des 18. Jahrhunderts wurden die mathematischen Methoden entwickelt, mit denen die Bahnstörungen berechnet werden konnten. Dadurch stieg die Genauigkeit der Vorhersagen noch einmal um etwa das Fünfzigfache.
Mit genaueren astronomischen Instrumenten als zu Galileis Zeiten konnte die Richtigkeit des heliozentrischen Systems, insbesondere die jährliche und die tägliche Bewegung der Erde, durch Messungen belegt werden. Die Bahnbewegung der Erde wurde 1725 von James Bradley durch die Entdeckung der Aberration und 1838 von Friedrich Wilhelm Bessel durch die Entdeckung der jährlichen Parallaxe der Sterne nachgewiesen. Fallexperimente zum Nachweis der Erdrotation wurden ab 1800 durchgeführt. Der direkte Beweis der Erdrotation gelang 1851 mithilfe des Foucaultschen Pendels.

## Rezeption

Weltsystem von Tycho Brahe: Im Zentrum der Welt steht die Erde, jedoch bewegen sich die anderen Planeten um die Sonne

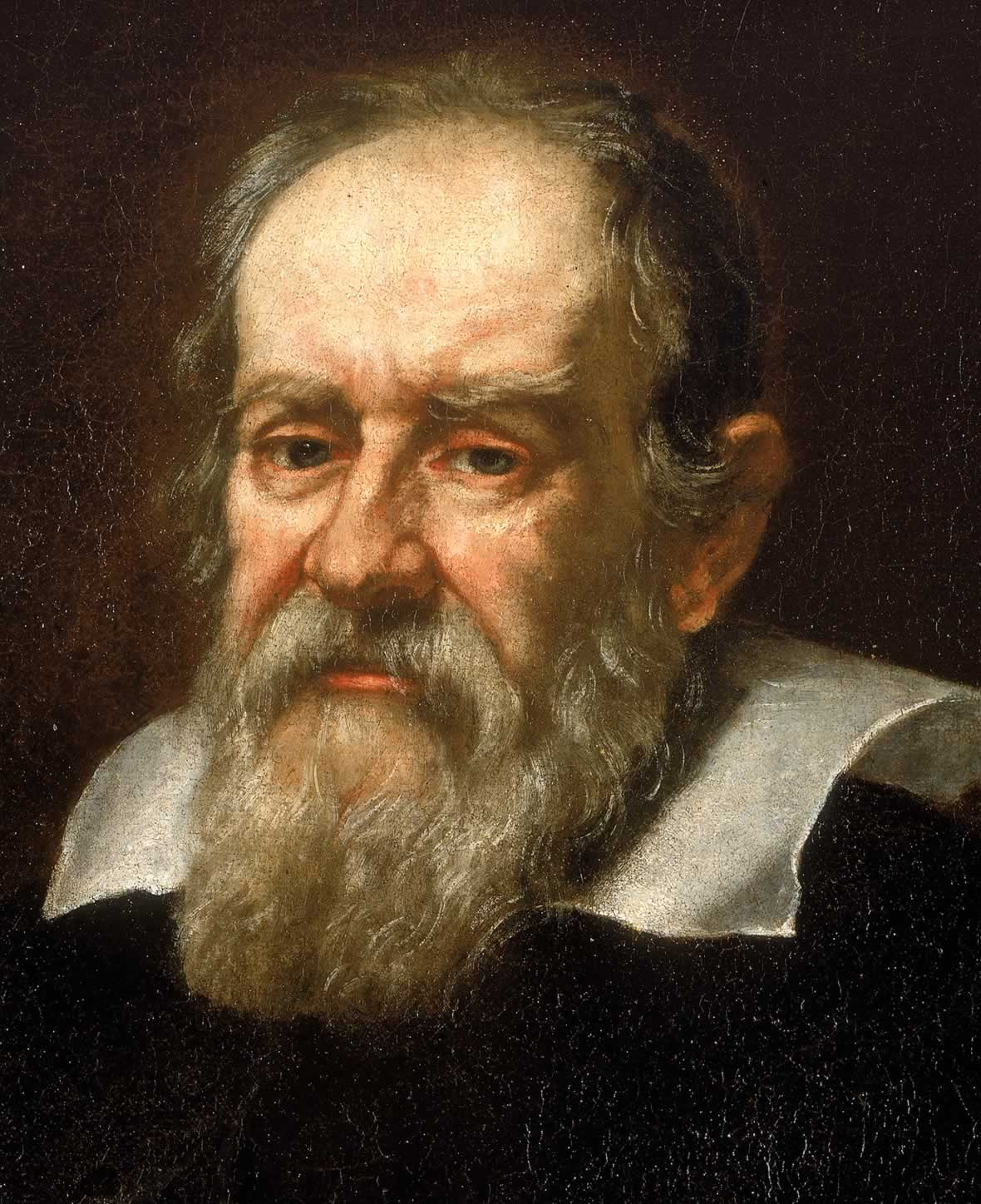
Galileo Galilei (Porträt von Justus Sustermans 1636)

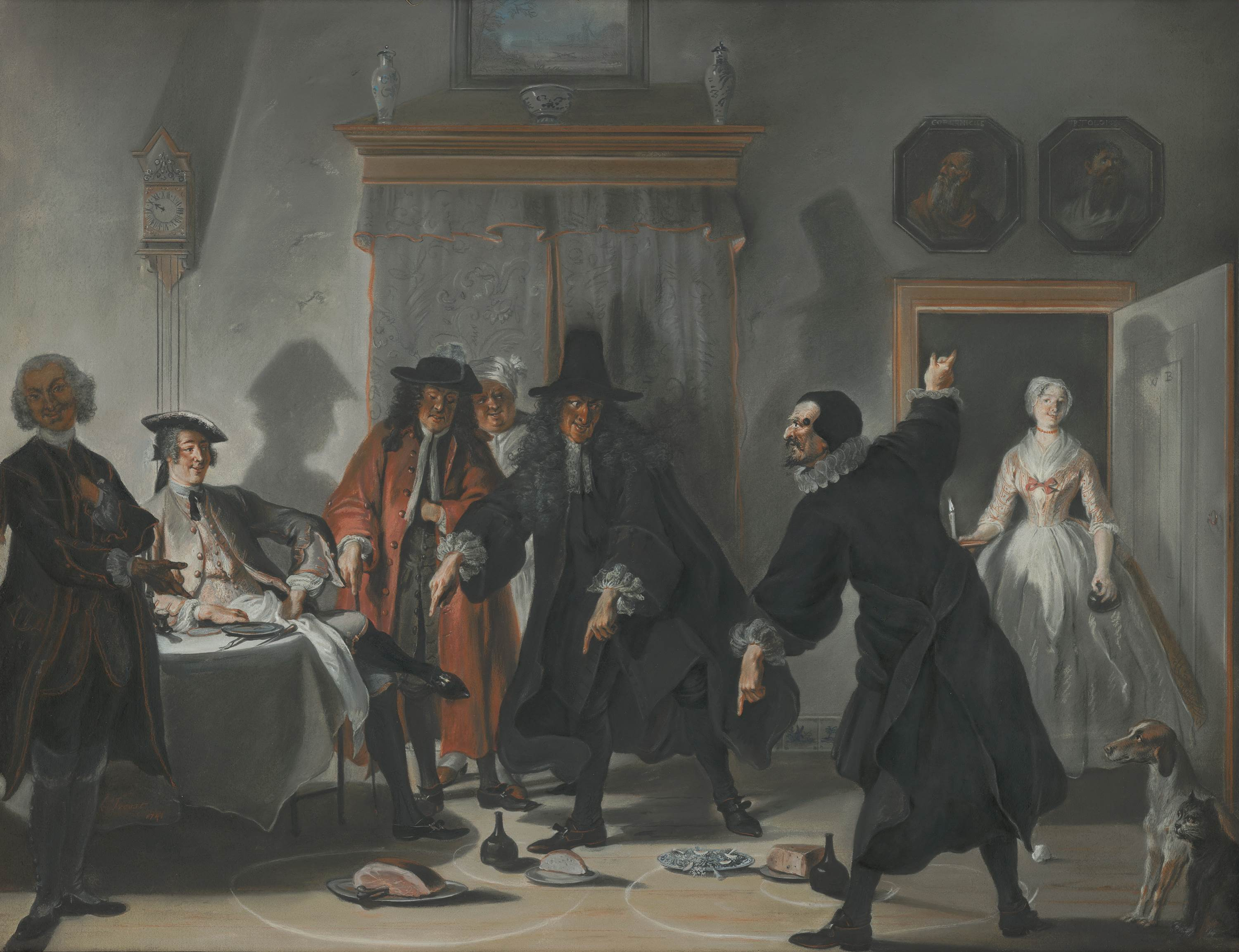
Durch Nahrungsmittel symbolisiertes geozentrisches und heliozentrisches System in der Diskussion (Gemälde von Cornelis Troost, 1741)

Schon bei Aristarch im 3. Jahrhundert v. Chr. wurde das heliozentrische Weltbild als „antireligiös“ eingestuft. Das galt auch im christlichen Europa, weshalb dieses Weltbild bis ins 16. Jahrhundert n. Chr. ohne Bedeutung blieb.
Nach dem 11. Jahrhundert wurden arabische Texte zunehmend in der Übersetzerschule von Toledo ins Lateinische übertragen. Der Franziskaner Bonaventura von Bagnoregio referierte über ein darin enthaltenes heliozentrisches Weltbild in seinen Collationes in Hexaemeron 1273 und deutete es theologisch auf Christus als die Mitte der Schöpfung. Ihm folgten in der Diskussion Nikolaus von Oresme und Nicolaus Cusanus. Die meisten Gelehrten jedoch sahen in dem Weltbild mit einer rotierenden oder gar um die Sonne kreisenden Erde das Problem, dass Menschen und Gegenstände schräg fallen oder sogar in den Weltraum hinausfliegen sollten; ein vom Turm fallender Gegenstand sollte aufgrund der nach Osten gerichteten Erdrotation nicht genau senkrecht auf dem Boden auftreffen, sondern nach Westen abgelenkt werden. Auch schien die Bibel dem heliozentrischen Weltbild zu widersprechen, indem sie berichtet, Gott habe im Kampf der Israeliten gegen die Amoriter einmal dem Mond und der Sonne befohlen stillzustehen Jos 10,12-13 , nicht der Erde.
Gegen das heliozentrische Weltbild forderte der katholische Mönchsorden der Dominikaner ein Lehrverbot, das sich aber zunächst nicht durchsetzte. Auch Protestanten äußerten sich im 16. Jahrhundert entschieden gegen das kopernikanische Weltbild. Vielfach wird dargestellt, dass Martin Luther selbst sich in einem Tischgespräch (1539) mit deutlichen Worten dagegen gewandt habe: „Dieser Dummkopf möchte die gesamte Kunst der Astronomie verdrehen.“ Hierbei handelt es sich jedoch wahrscheinlich um eine nachträgliche Verschärfung, denn die ursprünglichste Quelle für dies Zitat sagt hier nur: „Wie es derjenige macht, der die gesamte Astronomie umkehren will“. Weiter ist von Luther keine einzige Stellungnahme zum heliozentrischen Weltbild bekannt.
Als Kompromiss entwickelte Tycho ein System, in dem die Erde stillsteht und von der Sonne und dem Mond umkreist wird, während die übrigen Planeten – wie im kopernikanischen System – die Sonne umkreisen. Die Astronomen der Jesuiten in Rom standen diesem System anfangs skeptisch gegenüber wie zum Beispiel Christophorus Clavius, der kommentierte, dass Tycho Brahe „die ganze Astronomie verwirrte, weil er den Mars näher als die Sonne haben möchte.“ Als die Kirche nach 1616 härter gegen kopernikanische Ideen vorging, wechselten die Jesuiten zu Brahes System. Ab 1633 war der Gebrauch dieses Systems verbindlich.
Tycho bestärkte aber auch die Zweifel am herrschenden Weltbild, weil er weder bei der Supernova von 1572 noch am Kometen von 1577 eine messbare Parallaxe feststellen konnte und daraus folgerte, dass beide sich weit außerhalb der Mondbahn befinden müssten. Dort sollte nach damaliger, von Aristoteles geprägter Lehre aber himmlische Perfektion herrschen, so dass es insbesondere keine Vorgänge von Entstehen und Vergehen geben dürfe.
Zu dieser Zeit wurden die physikalischen Auffassungen des Aristoteles und damit das von der Kirche vertretene Weltbild durch die ersten Ergebnisse der beginnenden Naturwissenschaft im heutigen Sinne in Zweifel gezogen oder sogar widerlegt. Zu nennen ist insbesondere Galileo Galilei mit seinen Experimenten zum freien Fall und zum schiefen Wurf und seinen Entdeckungen der Venusphasen und der Monde des Jupiter. Die katholische Kirche begann, das geozentrische Weltbild streng zu verteidigen. Papst Urban VIII. hatte 1624 die Galileis Arbeit Dialog über die beiden hauptsächlichen Weltsysteme (d. h. des geo- und des heliozentrischen Weltbilds) als Hypothese zwar initiiert, stellte sich aber nach dessen Veröffentlichung 1632 dagegen.
In einem viel beachteten Inquisitionsverfahren wurde Galilei beschuldigt, „…eine falsche Lehre, die durch viele unterrichtet wurde, nämlich, dass die Sonne in der Mitte der Welt unbeweglich ist und dass die Erde sich bewegt“ zu vertreten. Der abschließende Urteilsspruch war, er habe sich der „Ketzerei“ schuldig gemacht. Mit dem Fall Galilei wurde der Konflikt zwischen kirchlichem Autoritätsanspruch und freier Wissenschaft zum ersten Mal über die Kirche hinaus ins gesellschaftliche Bewusstsein gehoben.
Ausgelöst durch die allgemeine Anerkennung, die Newton mit seinen Ergebnissen in der wissenschaftlichen Welt fand, hob Papst Benedikt XIV. am 17. April 1757 den Bann gegen die Werke auf, die das heliozentrische Weltbild vertraten. Am 11. September 1822 entschied die Kongregation der römischen und allgemeinen Inquisition, dass der Druck und die Publikation von Werken, die die Bewegung von Planeten und Sonne in Übereinstimmung mit der Auffassung der modernen Astronomen darstellten, erlaubt sei.
Nachdem schon in der Antike der Gedanke eines unbegrenzten Weltalls ausgesprochen worden war (Leukipp, Demokrit, Lukrez), zeigte Nikolaus von Kues im 15. Jahrhundert, dass in einem unendlichen Weltall die Erde kein Mittelpunkt sein kann, genau so wenig wie irgendein anderer Himmelskörper, womit er sowohl ein geozentrisches wie ein heliozentrisches Weltbild ausschloss. Diese Ansichten wurden später auch von Thomas Digges und Giordano Bruno vertreten und setzten sich Im Laufe des 18. und 19. Jahrhunderts als Lehrmeinung durch, schon bevor im 20. Jahrhundert Galaxien außerhalb der Milchstraße entdeckt wurden. Das heliozentrische Weltbild wurde ab etwa 1930 durch das kosmologische Prinzip allmählich ersetzt.
Das kosmologische Prinzip besagt, dass es prinzipiell keinen Ort gibt, der vor einem anderen ausgezeichnet ist, also auch kein Zentrum. Weltbilder, die einen bestimmten Ort im Universum hervorheben, gelten als überholt. Zusammen mit der Isotropie des Universums, also dass keine Richtung ausgezeichnet ist, bildet das kosmologische Prinzip den Grundpfeiler des Standardmodells der Kosmologie, das durch Beobachtung des beobachtbaren Universums gestützt wird.
Allerdings ist das kosmologische Prinzip nur auf großen Skalen, die Millionen Lichtjahre umfassen, anwendbar. In kleineren Systemen wie z. B. einer Galaxie (typischerweise einige 100.000 Lichtjahre groß) oder unserem Sonnensystem (weniger als 1/1000 Lichtjahr groß) lassen sich ausgezeichnete Punkte angeben. Somit ist zwar die Sonne nicht das Zentrum des Universums, bildet aber die Mitte des Sonnensystems, da dessen Schwerpunkt sich niemals weiter als etwa einen Sonnenradius von der Sonnenoberfläche entfernt und oft sogar innerhalb liegt.
Ebenso ist physikalisch betrachtet nach der Allgemeinen Relativitätstheorie jedes frei fallende System gleichberechtigt. Abgesehen von der Eigenrotation der Erde ist daher, genau wie in der Newtonschen Mechanik, ein Wechsel vom geozentrischen zum heliozentrischen Weltbild nur eine Koordinatentransformation. Da die Sonne dem Schwerpunkt des Sonnensystems am nächsten kommt, ist das heliozentrische Bezugssystem fast identisch mit dem Schwerpunktsystem und dient daher oft als einfaches Bezugssystem für die Darstellung von Vorgängen im Sonnensystem.